# Mesosaurus
 Mesosaurus  ist eine ausgestorbene Reptilien-Gattung aus der Zeit des frühen Perms (Artinskium, vor 290 bis 279 Millionen Jahren). Mesosaurus war aquatisch und konnte sich wahrscheinlich nicht besonders gut an Land fortbewegen. Er lebte an und in einem ausgedehnten See oder Binnenmeer, der oder das sich über das heutige südliche Afrika und östliche Südamerika erstreckte.
Die Reptilien-Familie, in welche Mesosaurus gestellt wird, die Mesosauriden, sind nach heutigem Kenntnisstand die ersten amniotischen, d. h., von Gewässern prinzipiell unabhängig fortpflanzungsfähigen Landwirbeltiere, die zu einer nahezu rein aquatischen Lebensweise zurückkehrten – eine Entwicklungsrichtung, die im weiteren Verlauf der Erdgeschichte noch zahlreiche andere Linien der Amnioten einschlugen (u. a. Sauropterygier, Thalattosaurier, Pinguine, Robben). Zudem sind sie die einzigen sekundär aquatischen Amnioten des frühen Perms. Erst im späten Perm, etwa 20 Millionen Jahre nach den Mesosauriern, erscheinen mit einigen Vertretern der Younginiformes (z. B. Acerosodontosaurus und Hovasaurus), einer möglicherweise paraphyletischen Gruppe früher Diapsiden, die geologisch nächstjüngeren Formen im Fossilbericht.

## Etymologie
Der Name „Mesosaurus“ ist zusammengesetzt aus den altgriechischen Wörtern μέσος mésos ‚mittel‘ und σαῦρος sauros ‚Eidechse‘, bedeutet folglich so viel wie „mittlere Echse“. Der Name wurde 1865 vom französischen Naturforscher Paul Gervais geprägt, der damit zum Ausdruck bringen wollte, dass er einzelne Merkmale des Skelettes von Mesosaurus bei zahlreichen sowohl seinerzeit bereits bekannten fossilen als auch rezenten Reptilien wiederfand, und die Gattung daher eine Zwischenstellung einnehme.

## Merkmale

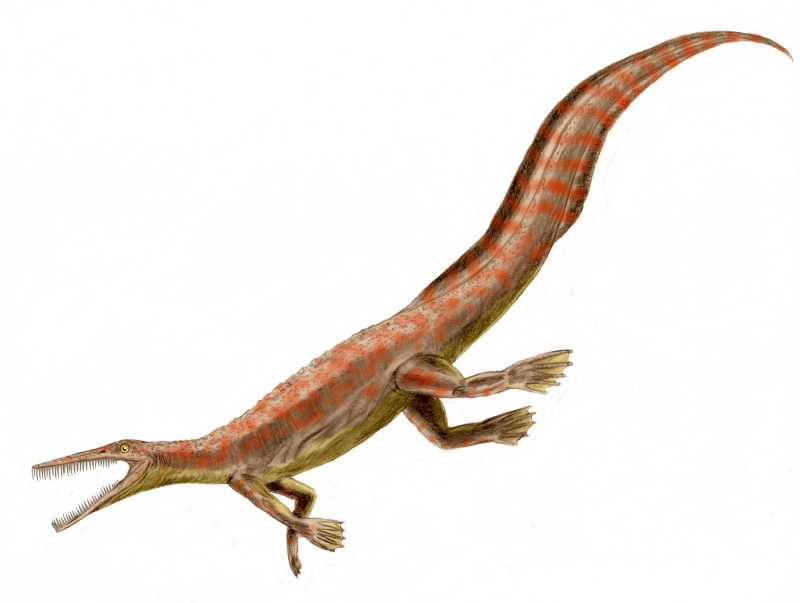
Lebendrekonstruktion von Mesosaurus

Mesosaurus war ein verhältnismäßig kleines, schlankes Reptil, das eine Länge von bis zu einem Meter erreichte. Die meisten gefundenen Exemplare weisen jedoch nur eine Länge von etwa 40 Zentimetern auf. Die Kiefer sind sehr schmal und stark verlängert, etwa so wie bei heutigen Gavialen. Sie sind mit einer Vielzahl nadelförmiger und z. T. sehr langer Zähne bestückt, deren Spitzen zu Lebzeiten relativ stark nach außen gerichtet waren, sodass die Zähne schräg im Kiefer standen. Der Hals besitzt 12 Wirbel und ist verlängert, was vermutlich die Bewegungsfreiheit des Kopfes erhöhte.
Als Anpassung an die aquatische Lebensweise besaßen sie einen abgeplatteten Ruderschwanz für den Vortrieb im Wasser, ähnlich wie ihn die heutigen Krokodile besitzen. Da die Gliedmaßen nicht, wie bei Landbewohnern, vorwiegend dazu dienten, den Rumpf an Land zu tragen, sind die Knochen in den Hand- und Fußwurzeln der Mesosauriden leicht reduziert. Zudem sind Hände und Füße paddelartig ausgebildet und die Füße sind relativ groß und dienten vermutlich ebenfalls dem Vortrieb. Wahrscheinlich spannten sich zwischen den Fingern und Zehen Schwimmhäute, möglicherweise bildeten die Weichteile von Hand und Fuß sogar regelrechte „Flossen“, ähnlich wie bei den heutigen Ohrenrobben.
Die Rippen sind im Vergleich zu ähnlich großen landbewohnenden Reptilien verdickt – eine Abwandlung, die als Pachyostose bezeichnet wird. Pachyostose tritt als charakteristisches Element auch bei vielen anderen sekundär aquatischen Wirbeltieren auf (z. B. besonders deutlich bei den heutigen Seekühen). Die dickeren und somit auch schwereren Knochen sorgen für einen verringerten Auftrieb im Wasser.

### Schläfenfenster

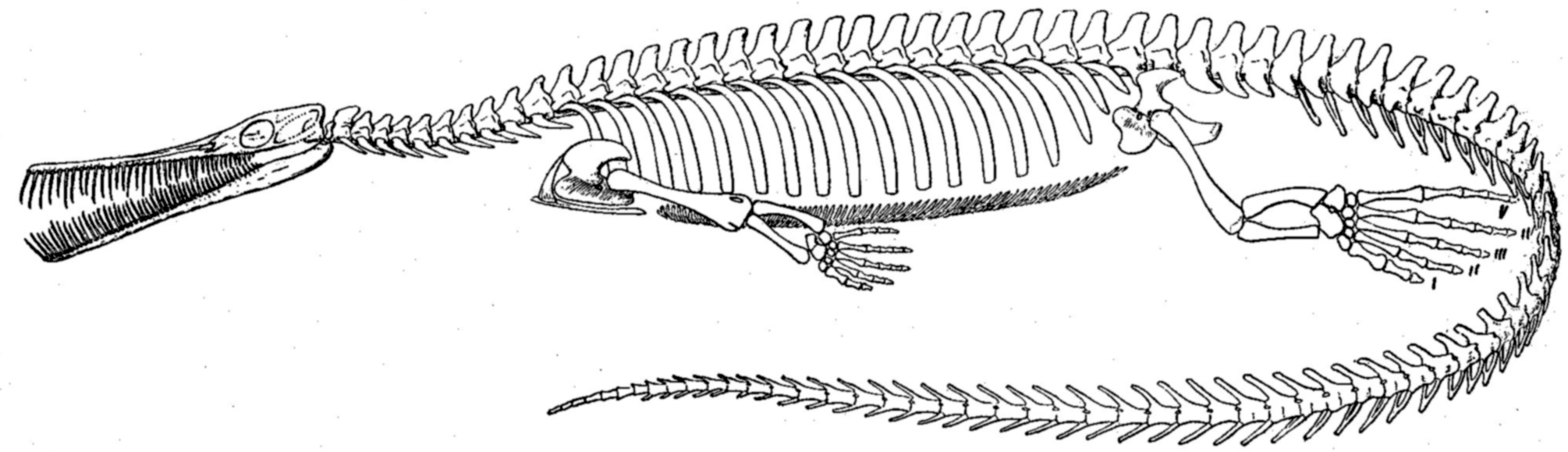
Eine ältere Skelettrekonstruktion zeigt den Schädel von Mesosaurus mit Schläfenfenster (aus Williston, 1914).

Viele ausgestorbene und lebende Reptiliengruppen zeichnen sich durch charakteristische Öffnungen in den hinteren oberen und seitlichen Partien des Schädeldaches aus, sogenannte Temporal- oder Schläfenfenster. Auch bei Mesosaurus wurden solche Schläfenfenster bereits in der ersten Hälfte des 20. Jahrhunderts beschrieben. Allerdings ist im Rahmen späterer Untersuchungen festgestellt worden, dass die Schädelknochen von Mesosaurus in diesem Bereich sehr dünnwandig und fragil sind, und dass frühere Beobachtungen von Temporalfenstern darauf beruhten, dass diese dünnwandigen Schädelpartien während der Fossilisierung beschädigt worden seien, Mesosaurus also keine Temporalfenster besäße. Vor kurzem wurden jedoch erneut einzelne Mesosaurus-Exemplare beschrieben, die ein Temporalfenster besitzen sollen.

## Lebensweise

### Ernährung
Mesosaurus war ein Jäger, der seiner Beute aktiv im freien Wasser nachstellte, ähnlich dem Jagdverhalten heutiger Robben oder Zahnwale. Die nadelförmigen Zähne dienten aber wahrscheinlich nicht dem Aufspießen von Beutetieren, sondern als Reusenapparat zum Einfangen einzelner kleinerer frei schwimmender Krebstiere und Fische, die im Maul festgehalten wurden, wenn das Tier die Kiefer schloss und das Wasser zwischen den ineinandergreifenden Zähnen hindurch aus dem Maul presste. Die Hauptnahrung von Mesosaurus bestand vermutlich aus Krill-ähnlichen Kleinkrebsen der ausgestorbenen Familie Notocarididae.

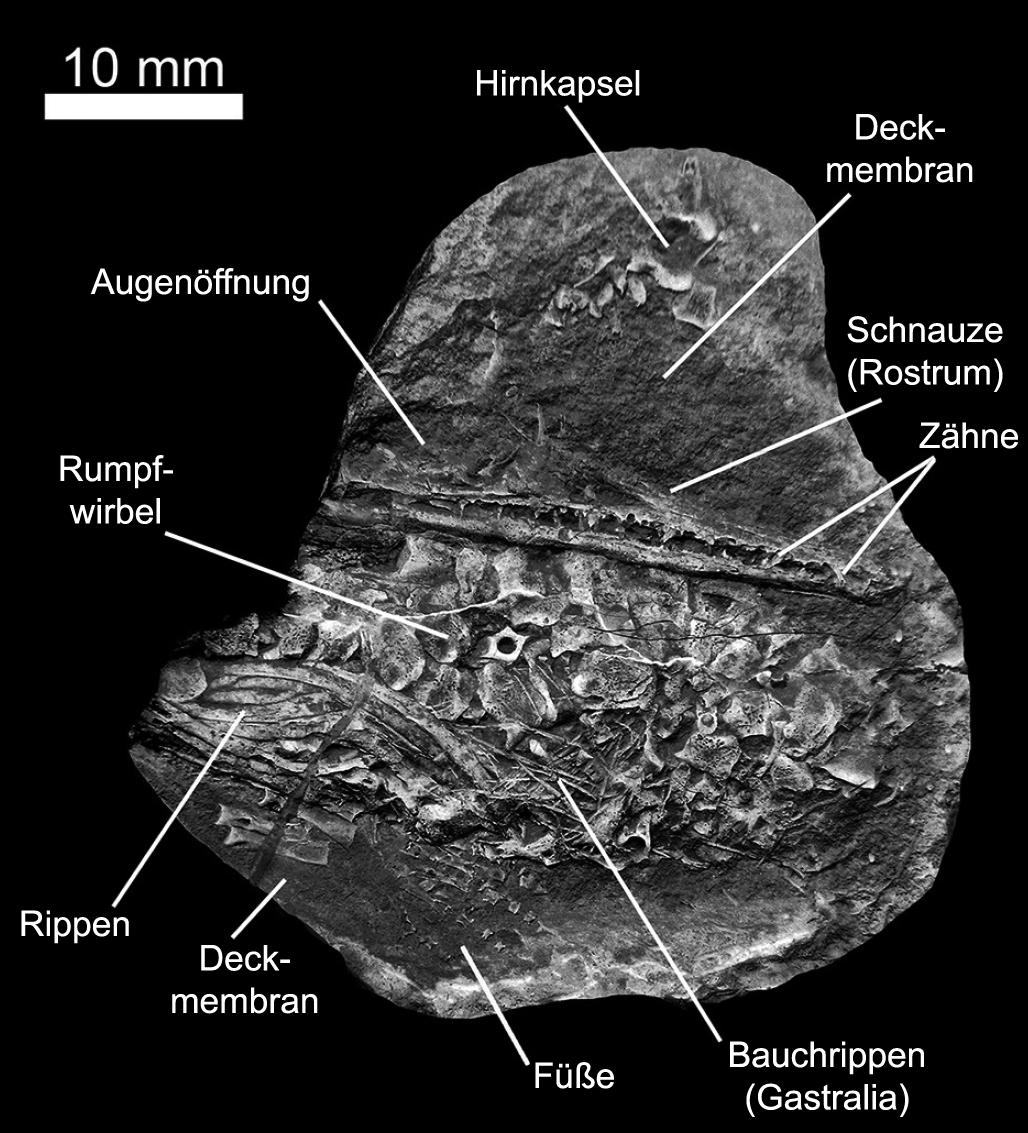
Fossiler Fötus von Mesosaurus aus Uruguay. Seine Postur legt nahe, dass sich das Tier zum Todeszeitpunkt in einem bereits abgelegten Ei befand und wahrscheinlich kurz vor dem Schlupf stand. Das Fossil zeigt keine Anzeichen für eine mineralisierte Eierschale.

### Fortpflanzung
Ein sehr kleines Mesosaurus-Individuum mit weitgehend verknöchertem Skelett, das innerhalb des Rippenkorbs eines ausgewachsenen Tieres entdeckt wurde, weist keine Anzeichen von magensäurebedingten Lösungserscheinungen auf. Daher handelt es sich wahrscheinlich um einen Embryo bzw. Fötus im Mutterleib. Dies ließe den Schluss zu, dass Mesosaurus, wie einige Meeresreptilien des Mesozoikums, lebendgebärend (vivipar) war. Nicht weniger wahrscheinlich ist aber, dass er Eier am Strand ablegte, ganz ähnlich wie es die heutigen Meeresschildkröten tun. Im Gegensatz zu den Schildkröten war der Mesosaurus-Embryo jedoch zum Zeitpunkt der Eiablage bereits relativ weit entwickelt, wurde also bereits im Muttertier weitgehend ausgebrütet (sogenannte Ovoviviparie). Da diese Eier im Vergleich zum ausgewachsenen Tier recht groß waren, konnte ein Weibchen nur ein bis zwei Eier in sich tragen, weswegen aus einem Fortpflanzungszyklus nur wenige Nachkommen resultierten. Daher ist es nicht auszuschließen, dass Mesosaurus so etwas wie Brutpflege betrieb, um die Überlebenschancen dieser wenigen Nachkommen zu verbessern.

## Systematik

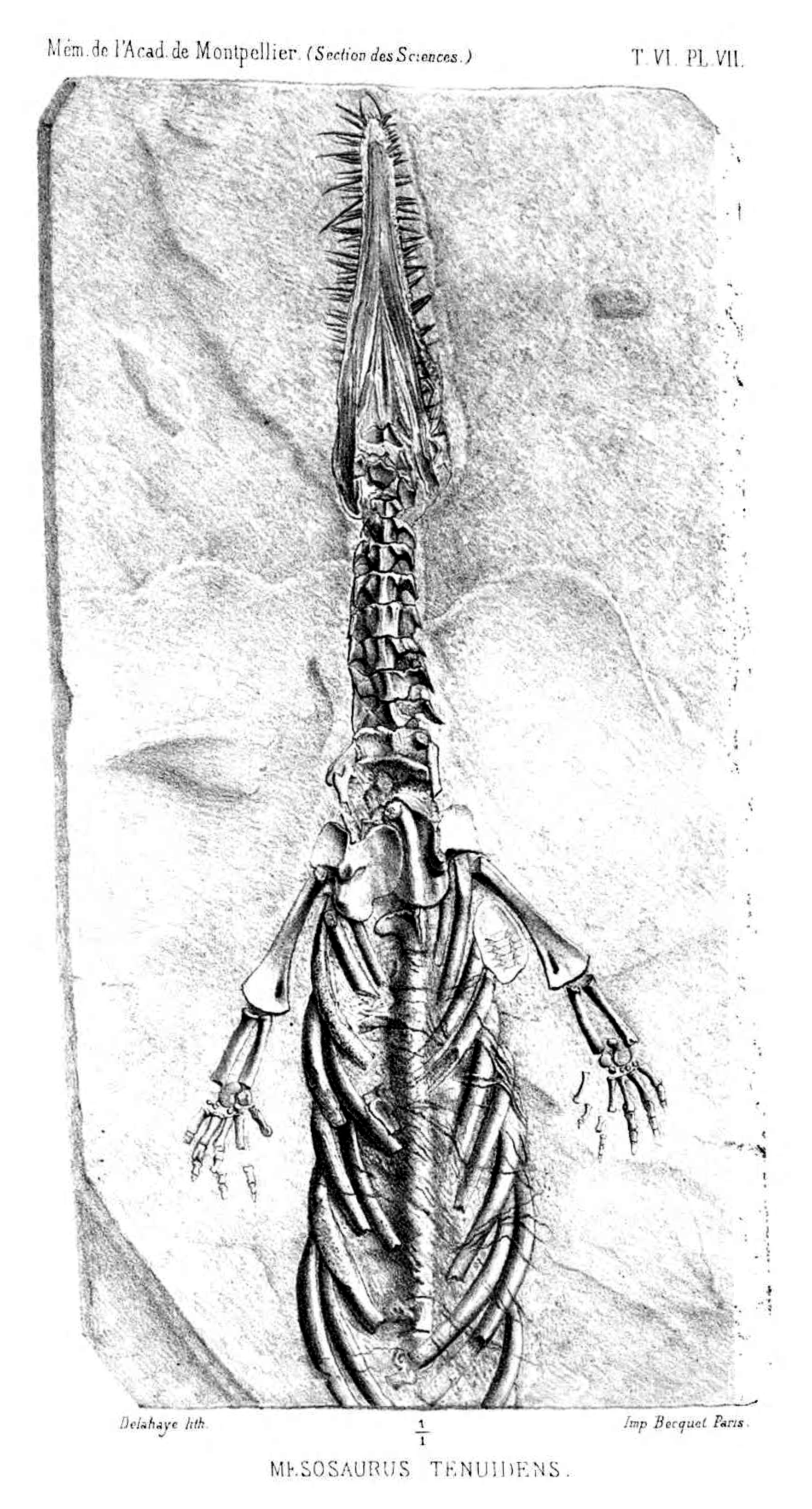
Originalzeichnung des Abgusses des Holotyps von Mesosaurus tenuidens, der Typusart der Gattung, aus dem Jahr 1865.

Aufgrund verschiedener Interpretationen des Schädelbaus hinsichtlich des Vorhandenseins von Schläfenfenstern wurde Mesosaurus im 20. Jahrhundert zunächst als Diapside und damit als Verwandter der meisten heute lebenden Reptilien und Dinosaurier, dann als Synapside und damit als ein entfernter Verwandter der Säugetiere und in jüngerer Vergangenheit als „Anapside“ (siehe klassisches Konzept der Anapsida nach Caroll, 1988) betrachtet. Letztgenannte Gruppe und das zugrunde liegende Gliederungskonzept bilden jedoch den tatsächlichen Verlauf der Evolution und damit die tatsächlichen Verwandtschaftsverhältnisse der Amnioten nicht korrekt ab bzw. hat die Bedeutung des nicht-vorhandenseins von Schläfenöffnungen für die Systematik der Amnioten abgenommen. Neuere, kladistische Untersuchungen ergaben, dass Mesosaurus offenbar mit einer Reihe anderer, überwiegend permischer und heute gänzlich ausgestorbener Reptilien verwandt ist, die, einschließlich der Mesosauriden, als Parareptilien bezeichnet werden. Die Gemeinsamkeiten im Körperbau, die Mesosaurus aufgrund seiner aquatischen Lebensweise mit sowohl ausgestorbenen als auch heute lebenden aquatischen Reptilien, wie zum Beispiel den Thalattosauriern oder Krokodilen, aufweist, sind das Ergebnis einer konvergenten Evolution.
Die engsten Verwandten von Mesosaurus sind die anderen Gattungen in der Familie Mesosauridae: Brazilosaurus und Stereosternum. Von Mesosaurus selbst wurden zwei Arten beschrieben: M. tenuidens und M. brasiliensis. Eine dritte Art, M. capensis, wurde ursprünglich als Vertreter einer eigenen Gattung (Ditrochosaurus) beschrieben. Heute werden M. (= „Ditrochosaurus“) capensis, und M. brasiliensis als jüngere Synonyme von M. tenuidens betrachtet. Teilweise wird auch Stereosternum tumidum, die einzige Art dieser Gattung, als Mesosaurus-Art aufgefasst.
Der Holotyp der Art Mesosaurus tenuidens, die wiederum Typus-Art der Gattung Mesosaurus ist, wurde in den 1840er Jahren im „Griqualand“ (sehr wahrscheinlich handelte es sich dabei um das West-Griqualand – heute Teil der Nordkap-Provinz Südafrikas) vom Bruder des französischen Naturforschers Édouard Verreaux in einer Griqua-Hütte entdeckt. Ihm zufolge habe die Gesteinsplatte mit dem Fossil den Bewohnern als Deckel für ihren Kochtopf gedient.

## Vorkommen und Fossilerhaltung

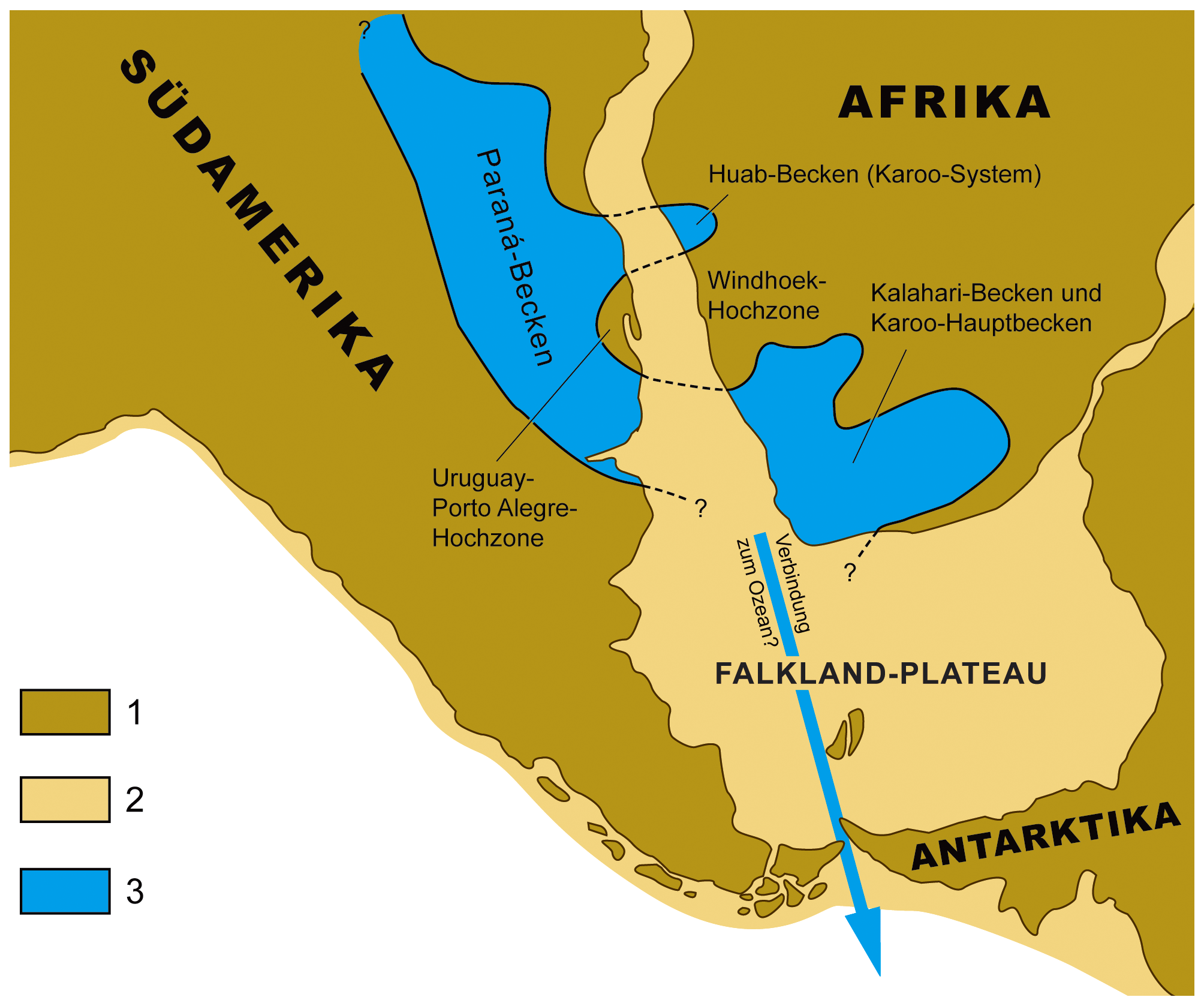
Paläogeographische Karte von Gondwana mit Verbreitung der Sedimente des „Mesosaurus-Meeres“. Legende: 1 = heutige Landmassen; 2 = heutige Schelfgebiete; 3 = Verbreitung der Mesosaurier-führenden Schichten (Whitehill-, Irati- und Mangrullo-Formation) in Tagesaufschlüssen und im Untergrund der heutigen Landmassen. Verändert aus Oelofsen & Araújo (1987).

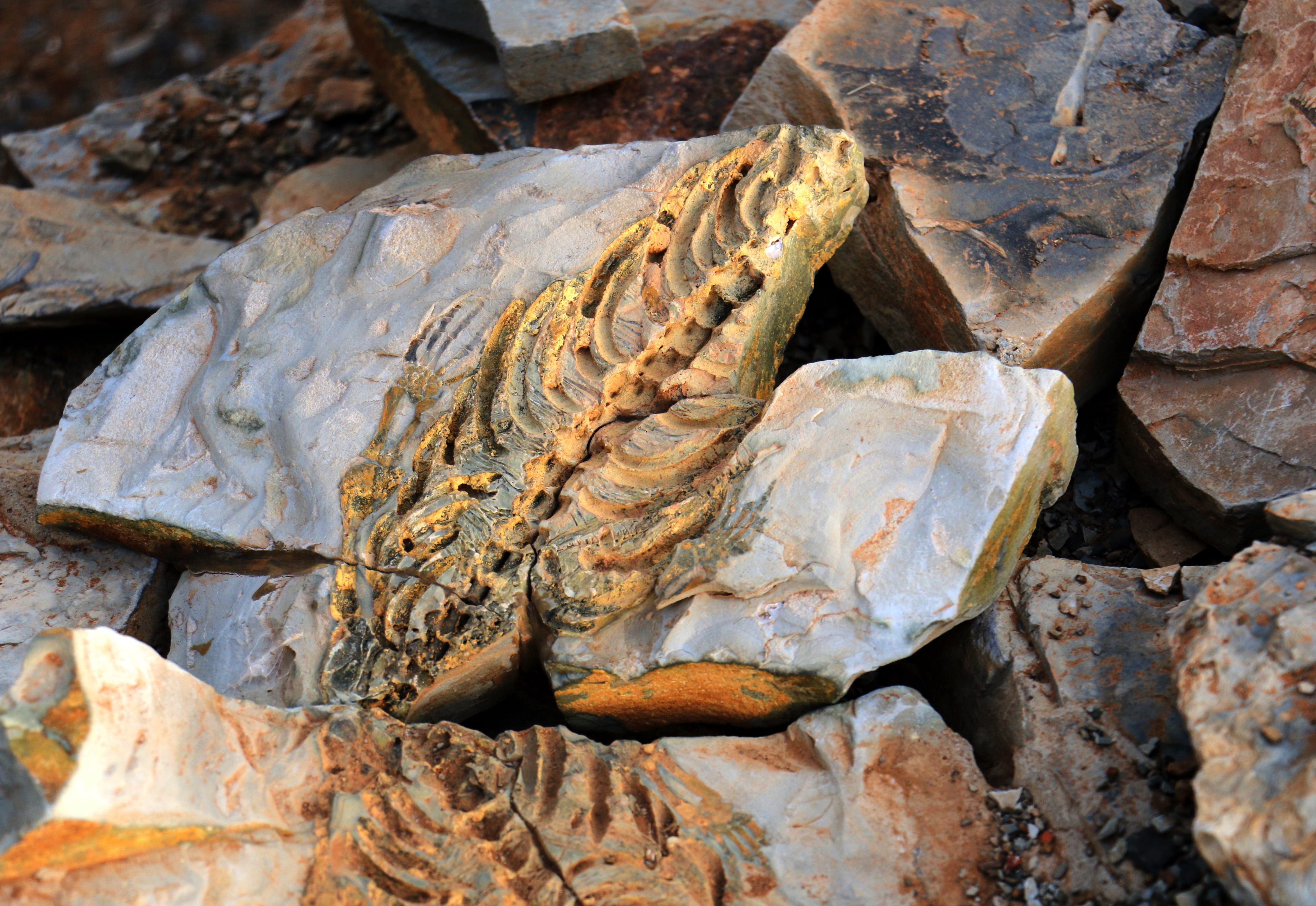
Skelettabdrücke in weißlich verwitternden Tonsteinen der Whitehill-Formation in einer Fossillokalität bei Keetmanshoop, Namibia

Mesosaurus-Fossilien kommen im südlichen Afrika überwiegend in der unterpermischen Whitehill-Formation des Karoo-Systems und in Brasilien und Uruguay überwiegend in der ebenfalls unterpermischen Irati- bzw. Mangrullo-Formation des Paraná-Beckens vor. Sie treten in diesen Schichten z. T. massenhaft, meist in Form ganzer oder partieller, flachgedrückter Skelette auf.
Whitehill-, Irati- und Mangrullo-Formation bestehen aus dunklen Tonsteinen. Die Skelette von Mesosaurus sind in diesen Tonsteinen zu einem sehr weichen Material umgewandelt worden und sind oft bereits weitgehend herausgewittert, sodass nur Abdrücke im Gestein übrig bleiben. Einige Abschnitte der Irati-Formation (Assistência-Subformation) bestehen aus gelblich-weißem Kalkstein. In diesen Kalksteinen ist die Fossilüberlieferung der Knochensubstanz deutlich besser. Allerdings gelten nicht Mesosaurus, sondern die beiden anderen Mesosaurier-Gattungen Stereosternum und Brazilosaurus als typische Vertreter der Kalksteinfazies.
Bei den Ton- und Kalksteinen der Whitehill-, Irati- und Mangrullo-Formation handelt es sich um die Ablagerungen eines ausgedehnten Sees oder Binnenmeeres („Mesosaurus-Meer“), wobei die Kalksteine küstennahe, flache Gewässer und die Tonsteine küstenfernere, tiefere Gewässer repräsentieren.

## Mesosaurusund die Plattentektonik

Das kontinentübergreifende Verbreitungsgebiet von Mesosaurus (blau, unten) und weiterer fossiler Gattungen bestätigen die Existenz von Gondwana (die Abbildung ist schematisch und stellt die tatsächlichen Verbreitungsgebiete der betreffenden Pflanzen und Tiere nicht exakt dar).

Die Verbreitung der Gattung Mesosaurus in den beiderseits des Süd-Atlantiks befindlichen Regionen des östlichen Südamerikas und südlichen Afrikas, die heute durch tausende Kilometer offenen Ozeans voneinander getrennt sind, war bereits dem deutschen Naturwissenschaftler Alfred Wegener bekannt. Sie diente ihm als wichtiges Argument zur Untermauerung der von ihm 1915 aufgestellten Theorie der Kontinentalverschiebung. Die Verbreitung der Mesosaurus-Fossilien beiderseits des Atlantiks und die Ähnlichkeit der Gesteine, die sie enthalten, sind ein deutlicher Hinweis darauf, dass zu Lebzeiten von Mesosaurus Afrika und Südamerika im Urkontinent Gondwana vereint waren. Gondwana brach erst nach dem Aussterben der Mesosaurier infolge der durch die Mechanismen der Plattentektonik bewirkten Bewegungen der Lithosphärenplatten auseinander und Afrika und Südamerika driften seither voneinander weg.